# Santuario di Santa Maria di Monte Tranquillo
Il santuario di Santa Maria di Monte Tranquillo è un edificio di culto situato nel comune di Pescasseroli (AQ) in Abruzzo. 
Porta il titolo di Madonna Incoronata.

## Storia
L'originario edificio di culto, detto chiesa di Santa Maria in Tranquillo o di Santa Maria della Serra, fu edificato probabilmente nei primi anni del XII secolo per volontà del vescovo dei Marsi, san Berardo che intese realizzare nei passi montani della Marsica delle chiese per offrire rifugio ai fedeli e ai viandanti. Strutture coeve nate con lo stesso fine sono lo scomparso monastero benedettino di San Nicola de Ferrato a Forca Caruso e la chiesa di Santa Maria in Valle Porclaneta alle pendici del monte Velino, nei pressi di Rosciolo.
Nei primi anni del XVII secolo la chiesa fu inserita tra i possedimenti della diocesi marsicana e fece parte della gestione della chiesa madre di Pescasseroli dedicata ai santi Pietro e Paolo. Probabilmente danneggiata dai terremoti del XVII e del XVIII secolo cadde in uno stato di abbandono e decadenza. Restaurata grazie a cospicue donazioni la chiesa fu nuovamente danneggiata dal terremoto della Marsica del 1915 e soprattutto durante la seconda guerra mondiale.
Citata da Benedetto Croce in Storia del Regno di Napoli, opera degli anni venti, venne ricostruita nel 1956.

### La festa
Annualmente, nell'ultima domenica di luglio, si svolge la festa religiosa. L'origine dei festeggiamenti risale all'anno 1283, quando Carlo I d'Angiò concesse l'organizzazione di una fiera a Cristoforo d'Aquino nel giorno delle celebrazioni in onore di Maria Incoronata, l'8 settembre. La processione, in tenuta sportiva o a cavallo, parte dalla chiesa dei santi Pietro e Paolo per raggiungere il santuario montano.

## Descrizione
La chiesa riedificata negli anni cinquanta si trova sul monte Tranquillo a 1597 m s.l.m. a circa dieci chilometri dall'abitato di Pescasseroli, nel parco nazionale d'Abruzzo, Lazio e Molise.
Il ricovero attiguo, edificato grazie ad una donazione di Loreto Pastore, risale al XVI secolo. La struttura moderna a navata unica conserva la statua della Madonna Nera, copia realizzata nel 1982 della statua originaria rubata nel 1980.
Secondo la tradizione orale la statua sarebbe stata portata da Foggia nella cappella di monte Tranquillo per salvarla dagli iconoclasti.